# Papirus Oxyrhynchus 8

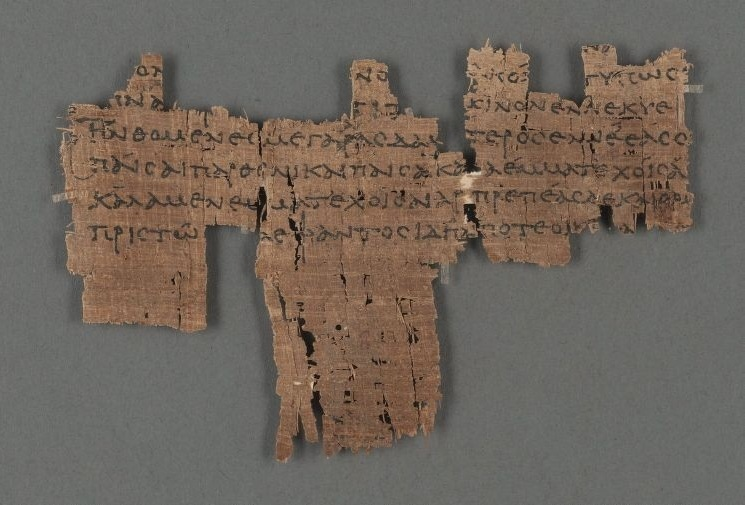
Papirus Oxyrhynchus 8

Papirus Oxyrhynchus 8 oznaczany jako P.Oxy.I 8 – fragment poezji prawdopodobnie Alkmana napisany mieszanym dialektem eolskim i doryckim języka greckiego. Papirus ten został odkryty przez Bernarda Grenfella i Arthura Hunta w 1897 roku w Oksyrynchos. Fragment jest datowany na I wiek lub II wiek n.e. Przechowywany jest w Houghton Library (SM 2211). Tekst został opublikowany przez Grenfella i Hunta w 1898 roku.
Manuskrypt został napisany na papirusie, prawdopodobnie w formie zwoju. Rozmiary zachowanego fragmentu wynoszą 6,1 na 10,9 cm. Fragment ten zawiera siedem linii heksametrycznych. Tekst jest napisany małą, zgrabną, okrągłą uncjałą.